# ناحیه بافتا
ناحیه بافتا (به لاتین: Bafatá Region) یک منطقهٔ مسکونی در گینه بیسائو است که در Leste Province واقع شده‌است. ناحیه بافتا ۵٬۹۸۱٫۱ کیلومتر مربع مساحت و ۲۲۵٬۵۱۶ نفر جمعیت دارد.